# Thurø
Thurø er en ø i det Sydfynske Øhav lige syd for Svendborg og øst for Tåsinge. Øen er hesteskoformet omkring fjorden Thurø Bund og landfast via en dæmning med Fyn. Der bor 3.694 – heraf 3.390 indbyggere  (2025) i Thurø By – indbyggere på denne 7,5 km² store ø, som er Danmarks næsttættest befolkede (efter Amager).
Thurø er kendt for litteratur, skibsbyggeri og søfart. Der eksisterer fortsat to værfter på øen. Forfatterne Bertolt Brecht, Karin Michaëlis, Tom Kristensen og Mads Holger har alle boet på Thurø. De tre sidstnævnte er begravet på øens kirkegård.
En indbygger på Thurø kaldes Thuriner.

## Myter
I Gesta Danorum skrevet af Saxo Grammaticus fortælles det, at skjoldungen Helge på et krigstogt gik i land på Thurø og gæstede alfekvinden Thora, som han voldtog. Da han besøgte øen for anden gang, tog hun hævn ved at sende hans egen datter Yrsa i stedet, og med hende fik han sønnen Rolf Krake.
I Thurø By er rejst en mindesten for Rolf Krake.
Thurø Rev, der er på 38,9 ha, danner Thurøs sydøstligste del. Her vokser en del gamle tjørne, der kaldes Ellen Marsvins tjørne. Et sagn fortæller, at de er plantet, da øens tidligere ejer fru Ellen Marsvin tabte Thurø i spil til Christian IV.

## Historie
Thurø er nævnt i Kong Valdemars Jordebog i 1231. I starten af 1300-tallet blev øen pantsat til Gerhard 3. af Holsten kaldet den kullede greve. Thurø overgik herefter til Odense Bispestol sammen med Ørkild Slot uden for Svendborg. Fra 1536 til 1625 hørte øen under kronen, hvorefter Ellen Marsvin fik den overdraget. 
I 1810 blev Thurø købt af Justitsråd J. P. de Neergaard. Han solgte den igen samme år til øens bønder og husmænd, som dermed blev selvejere.
I det 19. århundrede fik søfarten i Svendborgsund en opblomstring. Der blev etableret flere værfter på Thurø og øen havde mange hjemmehørende skibe, der sejlede til nær og fjern. Der eksisterer fortsat to fungerende skibsværfter. Thurø Yachtværft er et af de gamle værfter tilbage fra øen storhedstid, idet Lars Kaas Hansen benævnes bådebygger i perioden 1862-1879. Walsteds Værft blev grundlagt i 1949 ved Gambøt, hvor skonnertværftet Saugskær tidligere lå. 
I midten af Thurø By er opført et mindesmærke for Søtræfningen ved Helgoland den 9. maj 1864. Mange thurinske unge mænd var tjenestegørende og faldt på de danske skibe, der deltog i slaget.
Ved det lille fiskerleje Gambøt ligger eremitten Per Guts hus, "Øen" fra 1870, omtalt i De Danskes Øer af Acton Friis.
Før dæmningen til Fyn blev bygget i 1934, sørgede en elektrisk færge for overfarten.
Forfatteren Tom Kristensen boede de sidste 28 år af sit liv på Thurø, hvor han døde i 1974. En anden gæst var den tyske dramatiker og forfatter Bertolt Brecht under hans eksil i trediverne.
På Thurø findes Danmarks ældste suttetræ, en hyld.

## Natur
Thurø Rev er en strandeng, der afgræsses af heste, får og kreaturer. Thurø Rev ejes af staten, og er et naturreservat for kystfugle.

## Kultur

### Sport og fritid
Thurø Boldklub af 1920 er en fodboldklub på Thurø. Den spiller sine hjemmekampe på Thurø Stadion.
Smørmosen strand er et populært udflugtsmål for såvel turister som lokale thurinere og svendborgensere. Ved stranden ligger Thurø minigolf, der blev grundlagt i 1951 af Jørgen og Lis Kristensen. De drev den sammen i 30 år inden den i 1981 blev overtaget af datter og svigersøn.
Fra maj til september ligger veteranfærgen M/S Helge til ved Grasten på øens sydvestligste del. Den sejler desuden til Valdemars Slot, Troense og Vindebyøre på Tåsinge, samt Christiansminde og Svendborg på Fyn.

### Kirker
Thurø Kirke er opført af fru Ellen Marsvin i 1639. På kirkegården, anlagt i italiensk parkstil med udsigt over Skårupøresund, finder man gravstederne for bl.a. maleren Niels Hansen og forfatterne Valdemar Rørdam, Karin Michaëlis samt Tom Kristensen.